# Ашнола 10
Ашнола 10 (англ. Ashnola 10) — індіанська резервація в Канаді, у провінції Британська Колумбія, у межах регіонального округу Оканаґан-Сімілкамін.

## Населення
За даними перепису 2016 року, індіанська резервація нараховувала 83 особи, показавши зростання на 13,7%, порівняно з 2011-м роком. Середня густина населення становила 2,3 осіб/км².
З офіційних мов обидвома одночасно не володів жоден з жителів, тільки англійською — 80.
Працездатне населення становило 53,8% усього населення, усі були зайняті.

## Клімат
Середня річна температура становить 5,6°C, середня максимальна – 20,4°C, а середня мінімальна – -11,8°C. Середня річна кількість опадів – 401 мм.
| Клімат поселення                              | Клімат поселення | Клімат поселення | Клімат поселення | Клімат поселення | Клімат поселення | Клімат поселення | Клімат поселення | Клімат поселення | Клімат поселення | Клімат поселення | Клімат поселення | Клімат поселення | Клімат поселення |
| Показник                                      | Січ.             | Лют.             | Бер.             | Квіт.            | Трав.            | Черв.            | Лип.             | Серп.            | Вер.             | Жовт.            | Лист.            | Груд.            |                  |
| Середній максимум, °C                         | 2,09             | 4,46             | 8,12             | 12,01            | 16,29            | 19,92            | 20,20            | 20,38            | 15,88            | 9,96             | 3,42             | −0,91            |                  |
| Середня температура, °C                       | −4,83            | −2,46            | 1,21             | 5,09             | 9,36             | 13,00            | 16,24            | 16,43            | 11,94            | 6,01             | −0,54            | −4,86            |                  |
| Середній мінімум, °C                          | −11,77           | −9,4             | −5,73            | −1,84            | 2,44             | 6,07             | 12,30            | 12,48            | 7,99             | 2,06             | −4,5             | −8,81            |                  |
| Норма опадів, мм                              | 42               | 28               | 22               | 23               | 41               | 45               | 35               | 34               | 26               | 22               | 38               | 45               |                  |
| Середньомісячна швидкість вітру, м/с          | 2.24             | 2.24             | 2.70             | 2.92             | 2.81             | 2.80             | 2.71             | 2.56             | 2.38             | 2.41             | 2.40             | 2.18             |                  |
| Середньомісячна сонячна радіація, кДж/м²·день | 3724             | 7010             | 11503            | 16318            | 19802            | 21612            | 22928            | 19824            | 14278            | 8311             | 4064             | 2934             |                  |
| --------------------------------------------- | ---------------- | ---------------- | ---------------- | ---------------- | ---------------- | ---------------- | ---------------- | ---------------- | ---------------- | ---------------- | ---------------- | ---------------- | ---------------- |
| Джерело:                                      |                  |                  |                  |                  |                  |                  |                  |                  |                  |                  |                  |                  |                  |